# Кокранвил (Пенсилванија)
Кокранвил (енгл. Cochranville) насељено је место без административног статуса у америчкој савезној држави Пенсилванија.

## Демографија
По попису из 2010. године број становника је 668.
| Група             | 2000.    | 2010.       |
| Белци             | 0 (0,0%) | 573 (85,8%) |
| Афроамериканци    | 0 (0,0%) | 9 (1,3%)    |
| Азијати           | 0 (0,0%) | 16 (2,4%)   |
| Хиспаноамериканци | 0 (0,0%) | 62 (9,3%)   |
| Укупно            | 0        | 668         |